# Santa Barbara
För andra betydelser, se Santa Barbara (olika betydelser).
Santa Barbara är en stad i Santa Barbara County i södra Kalifornien, USA. Santa Barbara är administrativ huvudort (county seat) i Santa Barbara County. Staden är uppkallad efter helgonet Barbara.
Staden ligger längs kusten mot Stilla Havet och här finns en av de missionsstationer (tillika kloster) som de första spanska kolonisatörerna lät uppföra i Kalifornien.
I staden finns två stora skolor, UCSB (University of California, Santa Barbara) och SBCC, Santa Barbara City College.